# Diego Nargiso
Diego Nargiso (* 15. März 1970 in Neapel) ist ein ehemaliger italienischer Tennisspieler.

## Leben
Nargiso zog im Alter von 13 Jahren mit seinen Eltern nach Monte Carlo, wo er Mitglied im Monte Carlo Country Club wurde. Dort trainierte er unter anderem mit Björn Borg und Guillermo Vilas. 1987 gewann er das Juniorenturnier von Wimbledon gegen Jason Stoltenberg. Zudem erreichte er das Finale im Doppelwettbewerb. Im selben Jahr wurde er Tennisprofi.
Er spielte zunächst auf Challenger-Turnieren und konnte noch im selben Jahr das Finale des Turniers von München erreichen. 1988 erreichte er erstmals ein Halbfinale auf der ATP Tour, zudem stand er bei drei Turnieren im Doppelwettbewerb im Finale. Seinen ersten Doppeltitel errang er 1990 an der Seite von Omar Camporese in Mailand, im Jahr darauf gewann er das Challengerturnier von Heilbronn gegen Markus Zoecke. 1993 stand er das erste Mal in seiner Karriere in einem Finale eines ATP-Turniers, unterlag jedoch in Bordeaux gegen Sergi Bruguera. Insgesamt konnte er im Lauf seiner Karriere fünf Doppelturniere gewinnen. Seine höchste Notierung in der Tennisweltrangliste erreichte er 1988 mit Position 67 im Einzel sowie 1990 mit Position 25 im Doppel. Bei Grand-Slam-Turnieren kam er im Einzel nie über die dritte Runde hinaus. Im Doppel erreichte er 1993 das Viertelfinale bei den US Open.
Nargiso spielte zwischen 1988 und 2000 7 Einzel- sowie 25 Doppelpartien für die italienische Davis-Cup-Mannschaft, sein erstes Spiel bestritt er dabei im Alter von 17 Jahren. Bei der 4:1-Finalniederlage gegen Schweden 1998 unterlag er an der Seite von Davide Sanguinetti gegen Jonas Björkman und Nicklas Kulti. Im bedeutungslosen letzten Einzel siegte er in zwei Sätzen gegen Magnus Norman. Bei den Olympischen Sommerspielen 1988 in Seoul trat er für Italien an und schied in der zweiten Runde gegen den späteren Silbermedaillengewinner Tim Mayotte aus.

## Erfolge
| Legende (Anzahl der Siege)    |
| Grand Slam                    |
| Tennis Masters Cup            |
| ATP Masters Series            |
| ATP International Series Gold |
| ATP International Series (5)  |
| ATP Challenger Series (10)    |

| ATP-Titel nach Belag |
| Hartplatz (1)        |
| Sand (3)             |
| Rasen (0)            |
| Teppich (1)          |

### Einzel

#### Turniersiege
| Nr. | Datum           | Turnier   | Belag       | Finalgegner   | Ergebnis      |
| --- | --------------- | --------- | ----------- | ------------- | ------------- |
| 1.  | 27. Januar 1991 | Heilbronn | Teppich (i) | Markus Zoecke | 3:6, 7:6, 6:3 |
| 2.  | 5. Juni 1994    | Annenheim | Rasen       | Martin Damm   | 6:4, 6:2      |
| 3.  | 17. August 1997 | Olbia     | Hartplatz   | Daniele Musa  | 5:7, 6:2, 6:3 |

#### Finalteilnahmen
| Nr. | Datum              | Turnier  | Belag     | Finalgegner    | Ergebnis   |
| --- | ------------------ | -------- | --------- | -------------- | ---------- |
| 1.  | 19. September 1993 | Bordeaux | Hartplatz | Sergi Bruguera | 5:7, 2:6   |
| 2.  | 1. Oktober 2000    | Palermo  | Sand      | Olivier Rochus | 6:714, 1:6 |

### Doppel

#### Turniersiege

##### ATP Tour
| Nr. | Datum            | Turnier    | Belag       | Partner            | Finalgegner                     | Ergebnis      |
| --- | ---------------- | ---------- | ----------- | ------------------ | ------------------------------- | ------------- |
| 1.  | 11. Februar 1990 | Mailand    | Teppich (i) | Omar Camporese     | Udo Riglewski Tom Nijssen       | 6:4, 6:4      |
| 2.  | 14. April 1991   | Barcelona  | Sand        | Horacio de la Peña | Boris Becker Eric Jelen         | 3:6, 7:6, 6:4 |
| 3.  | 17. Januar 1993  | Jakarta    | Hartplatz   | Guillaume Raoux    | Jacco Eltingh Paul Haarhuis     | 7:6, 6:7, 6:3 |
| 4.  | 29. März 1998    | Casablanca | Sand        | Andrea Gaudenzi    | Cristian Brandi Filippo Messori | 6:4, 7:6      |
| 5.  | 7. Mai 2000      | Mallorca   | Sand        | Michaël Llodra     | Alberto Martín Fernando Vicente | 7:62, 7:63    |

##### Challenger Tour
| Nr. | Datum            | Turnier    | Belag       | Partner             | Finalgegner                        | Ergebnis      |
| --- | ---------------- | ---------- | ----------- | ------------------- | ---------------------------------- | ------------- |
| 1.  | 11. Oktober 1987 | Messina    | Sand        | Omar Camporese      | Dácio Campos Brett Dickinson       | 6:4, 6:4      |
| 2.  | 27. März 1988    | Martinique | Hartplatz   | Pieter Aldrich      | Todd Nelson Roger Smith            | 7:5, 4:6, 6:4 |
| 3.  | 27. Januar 1991  | Heilbronn  | Teppich (i) | Stefano Pescosolido | Christian Saceanu Michiel Schapers | 6:2, 6:2      |
| 4.  | 11. Juni 1995    | Annenheim  | Rasen       | Nicolás Pereira     | Karsten Braasch Jörn Renzenbrink   | 6:7, 6:4, 7:6 |
| 5.  | 24. April 1996   | Neapel     | Sand        | Omar Camporese      | Ģirts Dzelde Tomas Nydahl          | 3:6, 6:4, 7:6 |
| 6.  | 20. Februar 2000 | Lübeck     | Teppich (i) | Giorgio Galimberti  | Karsten Braasch Dirk Dier          | 6:4, 6:4      |
| 7.  | 21. Mai 2000     | Zagreb     | Sand        | Michaël Llodra      | Eduardo Nicolás Germán Puentes     | 6:2, 6:3      |

#### Finalteilnahmen
| Nr. | Datum              | Turnier       | Belag       | Partner             | Finalgegner                         | Ergebnis         |
| --- | ------------------ | ------------- | ----------- | ------------------- | ----------------------------------- | ---------------- |
| 1.  | 14. Februar 1988   | Rotterdam (1) | Teppich (i) | Magnus Gustafsson   | Patrik Kühnen Tore Meinecke         | 6:7, 6:7         |
| 2.  | 17. April 1988     | Nizza         | Sand        | Heinz Günthardt     | Henri Leconte Guy Forget            | 6:4, 3:6, 4:6    |
| 3.  | 31. Juli 1988      | Bordeaux (1)  | Sand        | Christian Miniussi  | Joakim Nyström Claudio Panatta      | 1:6, 4:6         |
| 4.  | 30. April 1989     | Monte Carlo   | Sand        | Paolo Canè          | Tomáš Šmíd Mark Woodforde           | 6:1, 4:6, 2:6    |
| 5.  | 1. Oktober 1989    | Palermo       | Sand        | Goran Ivanišević    | Peter Ballauff Rüdiger Haas         | 2:6, 7:6, 4:6    |
| 6.  | 4. März 1990       | Rotterdam (2) | Teppich (i) | Nicolás Pereira     | Leonardo Lavalle Jorge Lozano       | 3:6, 6:7         |
| 7.  | 25. August 1991    | Long Island   | Hartplatz   | Doug Flach          | Eric Jelen Carl-Uwe Steeb           | 6:0, 4:6, 6:7    |
| 8.  | 14. Juni 1992      | Queen’s Club  | Rasen       | Goran Ivanišević    | John Fitzgerald Anders Järryd       | 4:6, 6:7         |
| 9.  | 12. Juni 1994      | Rosmalen      | Rasen       | Peter Nyborg        | Stephen Noteboom Fernon Wibier      | 3:6, 6:1, 6:7    |
| 10. | 18. September 1994 | Bordeaux (2)  | Hartplatz   | Guillaume Raoux     | Olivier Delaître Guy Forget         | 2:6, 6:2, 5:7    |
| 11. | 5. März 1995       | Mexiko-Stadt  | Sand        | Marc-Kevin Goellner | Javier Frana Leonardo Lavalle       | 5:7, 3:6         |
| 12. | 9. April 1995      | Estoril       | Sand        | Marc-Kevin Goellner | Jewgeni Kafelnikow Andrei Olchowski | 7:5, 5:7, 2:6    |
| 13. | 5. Mai 1996        | München       | Sand        | Olivier Delaître    | Lan Bale Stephen Noteboom           | 6:4, 6:7, 4:6    |
| 14. | 28. Mai 2000       | St. Pölten    | Sand        | Andrea Gaudenzi     | Mahesh Bhupathi Andrew Kratzmann    | 6:710, 7:62, 4:6 |
| 15. | 16. Juli 2000      | Båstad        | Sand        | Andrea Gaudenzi     | Nicklas Kulti Mikael Tillström      | 6:4, 2:6, 3:6    |